# You’ll Never Leave Harlan Alive

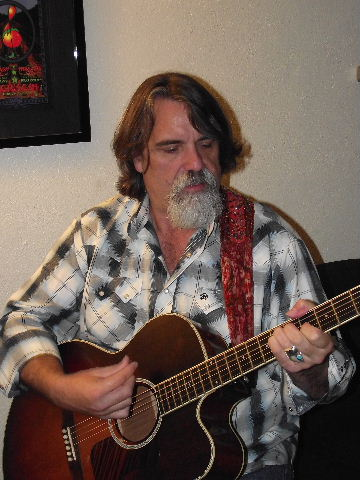
Darrell Scott (2011)

You’ll Never Leave Harlan Alive ist ein Folksong von Darrell Scott aus dem Jahr 1997. Als Neo-Traditional im Southern-Folk- beziehungsweise Bluegrass-Stil wurde er nicht nur von unterschiedlichen Interpreten gecovert. Breiteren Bekanntheitsgrad erlangte er aufgrund seiner staffelübergreifenden Verwendung als Outro-Thema in der Fernsehserie Justified, in deren Zug unterschiedliche Versionen des Stücks Verwendung fanden. Als (an)klagendes Lied, welches die Perspektivlosigkeit der Menschen in den Kohlerevieren der südwestlichen Appalachen zum Thema macht, hat sich das Stück rasch popularisiert und zählt mittlerweile – ähnlich wie der Gewerkschaftssong Which Side Are You On? – zum populären Liedgut der Region.

## Geschichte

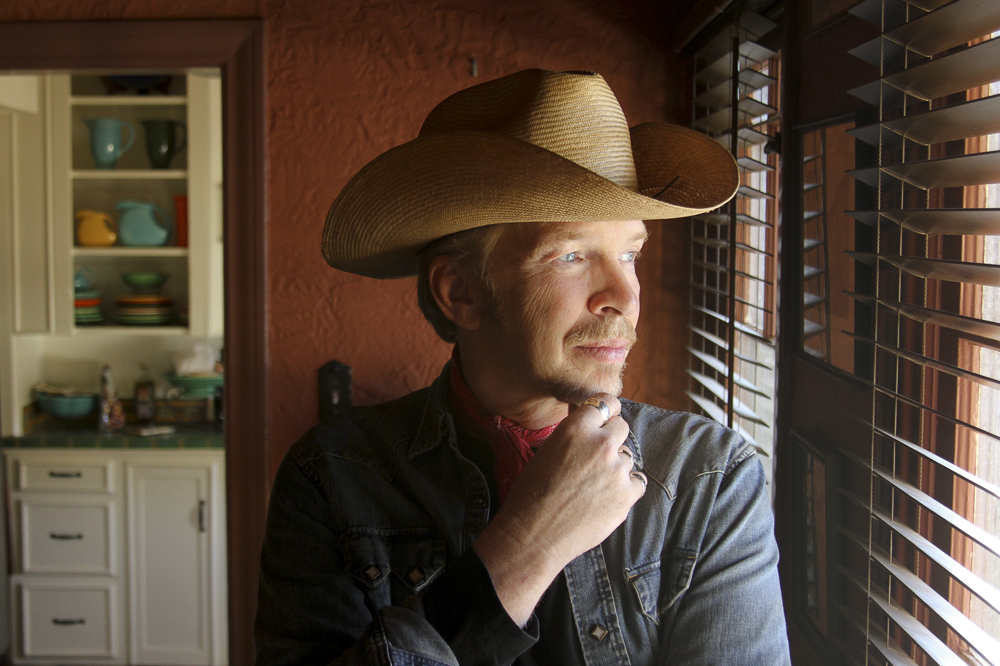
Dave Alvin (2010)

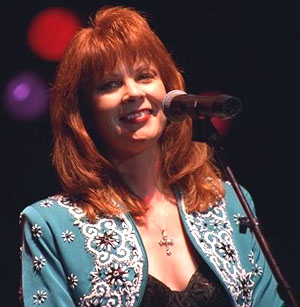
Patty Loveless (2004)

Die Originalversion von You’ll Never Leave Harlan Alive erschien 1997 auf dem Album Aloha from Nashville von Darrell Scott. Scott, ein der neotraditionellen beziehungsweise alternativen Country-Richtung angehörender Singer-Songwriter, hatte sich als Begleitmusiker sowie Songlieferant einen gewissen Ruf erworben und mit Aloha from Nashville sein Debütalbum veröffentlicht. Vom Tempo her als Ballade angelegt, orientierten sich Melodik und Vortragsstruktur von You’ll Never Leave Harlan Alive stark am Southern Folk sowie dem Bluegrass-Stil der südlichen Appalachen. Der Text des Lieds erzählt in der Ich-Form die (generationsübergreifende) Familiengeschichte einer Person, die in Harlan, Kentucky aufgewachsen ist. Die von Strophe zu Strophe wiederholte und an den jeweiligen Kontext angepasste Kernaussage des Songs ist die – auch den Titel des Lieds ausmachende – Botschaft, dass es keiner der im Song Beschriebenen geschafft hat, lebendig aus Harlan herauszukommen. Die einzelnen Strophen behandeln teilweise zwar Ereignisse, in denen einzelne (Bewohner) den Absprung zu schaffen schienen. Als (bittere) Pointe folgt anschließend jedoch stets die Begründung, warum dieser Absprung schließlich doch nicht glückte. Der Refrain des Songs vertieft die Gesamtaussage mit einer düsteren Beschreibung der Enge der Landschaft – in der, so das Lied, die Sonne morgens um zehn auf- und mittags um drei wieder untergeht und in der die Menschen ihr Leben mit dem Gedanken verbringen, wie sie von dort wegkommen.
Als populäre Folksong-Ballade zählte You’ll Never Leave Harlan Alive zu Scotts – auch bei Auftritten regelmäßig gespieltem – Kernrepertoire. Mit enthalten ist es auf dem 2004 mit Danny Thompson und Kenny Malone eingespielten Live-Album Live in NC. Einem breiteren Publikum bekannt wurde das Stück aufgrund seiner Verwendung als staffelübergreifendes Outro-Thema in der Fernsehserie Justified. Innerhalb der Serie, deren Handlung zu großen Teilen im Harlan County angesiedelt ist, fanden drei Coverversionen Verwendung: eine 2010 eingespielte Version von Brad Paisley, eine von Dave Alvin und eine von Ruby Friedman. Die Verbindung von Lied und Serie kam – beispielsweise zur Formulierung eines Resümees – auch anlässlich von Besprechungen der Serie zum Zug.

## Coverversionen
Die Anzahl eingespielter Coverversionen dürfte zwischenzeitlich rund zwei Dutzend betragen; der iTunes Store von Apple etwa listete 2016 eine zweistellige Zahl. Neben den oben aufgeführten Interpreten Brad Paisley, Dave Alvin und Ruby Friedman interpretierten das Lied unter anderem die Countrysängerinnen Kathy Mattea und Patty Loveless sowie die Neofolk-Formation Red Molly. Länge sowie Textdetails variieren dabei gelegentlich. Die Einspielung von Ruby Friedman beispielsweise ist dreieinhalb Minuten lang, das Gros der restlichen hingegen um die fünf Minuten oder sogar mehr. Textliche Detailunterschiede betreffen vor allem den Begriff „Katharine Mountains“ in der Version von Darrell Scott – ein lokaler Begriff für die Region rund um den Black Mountain. Während einige Interpretationen die Beschreibung von Scott übernehmen, enthalten andere – so etwa auch die von Dave Alvin und Patty Loveless – die übergreifende geografische Kennzeichnung „Cumberland Mountains“.

## Weitere Lieder mit Bezug zu Harlan

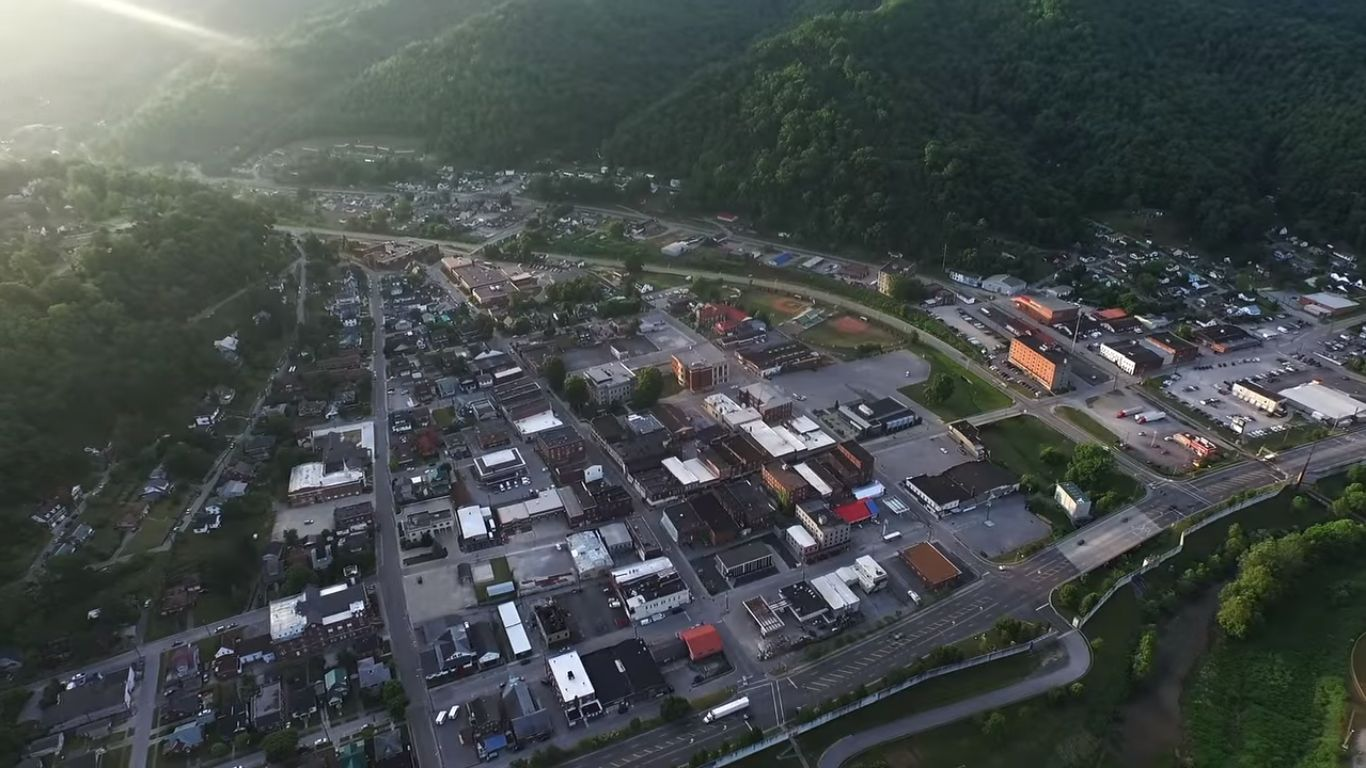
Harlan, Bezirkshauptstadt des gleichnamigen County in Kentucky

Harlan sowie das umgebende Harlan County in Südost-Kentucky wurden in unterschiedlichen Folk- und Countrysongs thematisiert – beispielsweise dem Stück Harlan Man von Steve Earle, dem von Anna McGarrigle geschriebenen und von Emmylou Harris bekannter gemachten Titel Goin’ Back to Harlan sowie Harlan County Line, einem weiteren Song von Dave Alvin. In Harlan entstanden ist darüber hinaus Which Side Are You On? – ein Gewerkschaftssong der Bergarbeiterfrau und Streik-Aktivistin Florence Reece, der während der Arbeitskämpfe in den 1930er Jahren entstand und unter anderem von Pete Seeger und den Almanac Singers verbreitet wurde. Im weiteren Sinn bezieht sich die Mehrzahl der aufgeführten Harlan-Stücke auf die raue Tradition der Region sowie die Arbeitsbedingungen in den Kohlerevieren – ein Teil der Regionsgeschichte, der in den 1930er und 1970er Jahren überregional für Aufmerksamkeit sorgte und Harlan County zeitweilig die stehende Bezeichnung Bloody Harlan („blutiges Harlan“) einbrachte. Im weiteren Sinn mit den (historischen) Arbeitsbedingungen in der Region beschäftigen sich auch die Miner Songs, welche auf dem Soundtrack zu dem preisgekrönten Dokumentarfilm Harlan County, USA von Barbara Kopple veröffentlicht wurden. Neben Traditionals (wie zum Beispiel Lay the Lily Low von Florence Reece) enthält die Zusammenstellung auch Stücke neueren Datums – etwa von Hazel Dickens, Doc Watson und Merle Travis.